# Giovanni Battista Bagalà Blasini
Giovanni Battista Bagalà Blasini (Livorno, 6 aprile 1803 – Livorno, 2 marzo 1884) è stato un vescovo cattolico italiano.

## Biografia
Nato a Livorno il 6 aprile 1803, da famiglia di origine calabrese, Bagalà, cognome al quale aggiunse nel 1827 quello della madre, Maria Bernardina Blasini. Nel 1836 ottenne l'ammissione alla nobiltà.
Ordinato sacerdote per la diocesi di Livorno, studiò lettere e filosofia presso la scuola dei padri barnabiti, e successivamente frequentò l'Università di Pisa, dove si laureò con lode in diritto civile e canonico e anche in teologia. Fu nominato vicario generale di monsignor Girolamo Gavi e canonico della cattedrale di Livorno. Il 12 maggio 1868 venne nominato vescovo titolare di Cidonia.
Durante la vecchiaia si trasferì in Maremma, essendo stato nominato vescovo di Grosseto il 3 aprile 1876. Tra le sue maggiori opere a Grosseto sono da ricordare l'ampliamento del palazzo vescovile e il restauro della chiesa di San Francesco, nonché dell'abbellimento degli interni della cattedrale di San Lorenzo. Inoltre rinvigorì i servizi dell'ospedale della Misericordia di Grosseto con la venuta delle suore volontarie di San Vincenzo.
Morì a Livorno il 2 marzo 1884; gli succedette Bernardino Caldaioli, suo collaboratore negli ultimi anni del suo episcopato. Per suo volere, come riportato sul testamento, tutti i suoi beni furono donati alla Chiesa, spartiti tra la diocesi di Grosseto e quella di Livorno.

## Genealogia episcopale
La genealogia episcopale è:
- Cardinale Scipione Rebiba
- Cardinale Giulio Antonio Santori
- Cardinale Girolamo Bernerio, O.P.
- Arcivescovo Galeazzo Sanvitale
- Cardinale Ludovico Ludovisi
- Cardinale Luigi Caetani
- Cardinale Ulderico Carpegna
- Cardinale Paluzzo Paluzzi Altieri degli Albertoni
- Papa Benedetto XIII
- Papa Benedetto XIV
- Papa Clemente XIII
- Cardinale Giovanni Carlo Boschi
- Cardinale Bartolomeo Pacca
- Papa Gregorio XVI
- Cardinale Niccola Clarelli Parracciani
- Vescovo Giovanni Battista Bagalà Blasini